# Fundacionalisme
El fundacionalisme és una teoria en epistemologia que accepta uns axiomes en el camp de la creences (anomenades creences bàsiques) que justifiquen o permeten fonamentar o rebutjar qualsevol creença del mateix sistema.
Sorgeix per trencar la regressió infinita segons la qual cada afirmació ha d'estar fonamentada en una altra, que també ho ha d'estar, sense que tingui fi. Aquestes creences bàsiques són els primers principis i marquen els límits de la coherència dels sistemes de creences (i altres que se'n derivin com els valors). Alguns exemples de creences bàsiques serien el cogito ergo sum cartesià (que justifica el pensament i, per tant, la possibilitat de conèixer), l'existència de Déu en els sistemes religiosos o la bondat inherent de l'ésser humà en algunes teories ètiques. Friedrich Nietzsche és un dels autors que ataca aquesta assumpció d'axiomes, justament revisant conceptes que es donen universalment per vàlids com el del bé.